# Góry (Podlachie)
Góry est un village de Pologne, situé dans la gmina d'Augustów, dans le Powiat d'Augustów, dans la voïvodie de Podlachie[style à revoir].

## Source
- (en) Cet article est partiellement ou en totalité issu de l’article de Wikipédia en anglais intitulé « Góry, Podlaskie Voivodeship » (voir la liste des auteurs).